# Ridolfo Livi
Ridolfo Livi (Prato, 13 luglio 1856 – Firenze, 1920) è stato un antropologo italiano.
Fratello di Giovanni Livi e laureatosi in medicina all'università di Pavia, si arruolò nel regio esercito e divenne maggiore generale nel 1917 tre anni prima della morte.
Nel 1888 gli venne affidata una vastissima indagine antropologica da svolgere su circa 300.000 militari delle classi 1859 e 1863, da cui trasse l'opera Antropometria militare uscita in due volumi , il primo nel 1896 e il secondo nel 1905.

## Opere
- Del morbillo nell'esercito ed in particolare di una epidemia dominata nel presidio di Firenze nel 1880, in «Giorn. di medicina militare», XXX (1882), pp. 65–95.
- Note di statistica antropometrica italiana: Classificazione delle stature e determinazione della statura media dei coscritti delle leve di terra negli anni 1875-79, per ogni circondario del regno. Tavole. 1883.
- Sulla statura degli italiani: studio statistico antropologico. Arte della stampa, 1884.
- Sulla interpretazione delle curve seriali in anthropometria. Unione Cooperativa Editrice, 1895.
- Dati antropologici ed etnologici. «Giornale medico del regio esercito», 1896.
- Dello sviluppo del corpo (statura e perimetro toracico) in rapporto colla professione e colla condizione sociale: contributo statistico compilato. E. Voghera, 1897.
- La vaccinazione nell'esercito e l'antivaccinismo. 1899.
- Antropometria: Manuali Hoepli. I. Metodologia antropometrica. a) Antropometria individuale; b) Antropometria statistica. II. Alcune leggi antropometriche. III. Identificazione antropometrica, IV. Tavole di calcoli fatti. Con 33 incisioni. Ulrico Hoepli, 1900.
- Antropometria militare. Risultati ottenuti dallo spoglio dei fogli sanitarii dei militari dello classi 1859-63, eseguito dall'Ispettorato di sanità militare per ordine del Ministero della guerra. Incaricato della direzione dei lavori d.r Ridolfo Livi. «Giornale medico del regio esercito», 1905.
- La schiavitù medioevale: e la sua influenza sui caratteri antropologici degli italiani. Presso la «Rivista Italiana di Sociologia», 1907.
- La schiavitu domestica in Italia nel medio evo e dopo. S. Landi, 1908.
- Sull'accrescimento della statura oltre i venti anni. Ristampa. Industrie grafiche italiane, 1921.